# Oss 117 furia a Bahia
Oss 117 furia a Bahia (Furia à Bahia pour OSS 117) è un film del 1965 diretto da André Hunebelle.
Il film si basa sul libro Dernier quart d'heure di Jean Bruce (1955).

## Trama
L'Agente O.S.S. 117 viene letteralmente prelevato, tramite finto incidente provocato dal collega Karl, da una vacanza invernale che si stava godendo unitamente ad un promettente flirt colto dalla macchina da presa durante una discesa sciistica in compagnia di una bella donna. L'agente viene inviato in Brasile per sostituire il collega Ellis, che rimane ucciso durante operazioni rocambolesche.
Con l'aiuto di Anna-Maria, che poi diventerà sua partner anche sentimentale, tra esotismo e un erotismo che dà un certo tono alla storia per la presenza di altre due donne, l'agente riuscirà, affiancato anche da Miguel, a entrare in contatto con il potentissimo Leandro.
Leandro dapprima amichevole si rivela in realtà affiliato e finanziatore di un gruppo di guerriglieri folli che vogliono cambiare il mondo e responsabili di attentati kamikaze conto una serie di capi dello stato sudamericano. Leandro porta, con un proprio aereo personale, l'agente, l'amico e la donna nel covo dei guerriglieri e non, come aveva loro promesso a visitare le popolazioni indigene poiché Hubert Bonisseur de La Bath, alias OSS 177, presentatosi come giornalista, potesse studiarle. Leandro nel corso degli eventi cambia idea rendendosi conto della assoluta crudeltà dei guerriglieri e del loro capo, Carlos, e appoggia una riscossa fatta di colpi di scena con intervento finale di aerei e paracadutisti che si lanciano sulla giungla.
Nel finale l'agente salva la sua bella tuffandosi dall'aereo.